# Emmanuel Chipatala
Emmanuel Chipatala (ur. 1 lutego 1983 w Blantyre) – piłkarz malawijski grający na pozycji pomocnika. W swojej karierze rozegrał 28 meczów i strzelił 3 gole w reprezentacji Malawi.

## Kariera klubowa
Swoją karierę piłkarską Chipatala rozpoczął w klubie ESCOM United FC, w którym w sezonie 2002/2003 zadebiutował w pierwszej lidze malawijskiej. W sezonie 2004 grał w Big Bullets FC, z którym został mistrzem Malawi. W latach 2005-2010 był zawodnikiem Silver Strikers FC. Dwukrotnie wywalczył z nim mistrzostwo kraju w sezonach 2008 i 2009/2010 oraz wicemistrzostwo w sezonie 2006. W 2010 roku grał w mozambickim CD Maxaquene, z którym został wicemistrzem Mozambiku oraz zdobył Puchar Mozambiku. W latach 2011-2013 występował w CD Matchedje, a w 2014 w Ferroviário Maputo. W latach 2015-2016 był zawodnikiem Mighty Tigers FC, w którym zakończył karierę.

## Kariera reprezentacyjna
W reprezentacji Malawi Chipatala zadebiutował 17 maja 2003 w przegranym 0:1 towarzyskim meczu z Zambią, rozegranym w Blantyre. Od 2004 do 2007 wystąpił w kadrze narodowej 28 razy i strzelił 3 gole.